# Brent Ashton
Pour les articles homonymes, voir Ashton.
Brent Kenneth Ashton (né le 18 mai 1960 à Saskatoon dans la province de Saskatchewan au Canada) est un joueur professionnel canadien de hockey sur glace. Il évoluait au poste d'attaquant.
Son fils, Carter, est également joueur de hockey professionnel.

## Biographie
Ayant joué au niveau junior avec les Blades de Saskatoon, il est repêché au 26e rang par les Canucks de Vancouver lors du deuxième tour du repêchage d'entrée dans la LNH 1979 après avoir réalisé une saison de 64 buts et 119 points en 1978-1979.
Âgé de 19 ans, il rejoint directement les Canucks mais manque une partie de la saison 1979-1980 à cause d'une blessure au genou, limitant sa saison recrue à 47 parties. Après une autre saison à Vancouver, il est transféré en juillet 1981 aux Jets de Winnipeg avec un choix de repêchage comme compensation pour la signature de Ivan Hlinka, qui était alors agent libre restreint. Le même jour, une transaction l'amène aux Rockies du Colorado contre Lucien DeBlois.
Après une saison au Colorado, la franchise déménage au New Jersey et prend le nom des Devils. Il passage deux saisons avec l'équipe des Rockies/Devils avant d'être échangé aux North Stars du Minnesota. Il fait par la suite des passages avec les Nordiques de Québec, les Red Wings de Détroit, les Jets de Winnipeg, les Bruins de Boston et finalement les Flames de Calgary, tous par le biais de transactions. Il a joué au total 998 matchs en saison régulière et a récolté au passage 629 points.
Sa carrière prend prématurément fin à 33 ans, en novembre 1993, à cause d'une blessure au genou, alors qu'il s'alignait pour le Thunder de Las Vegas dans la LIH. Il a subi pas moins de sept opérations au genou durant sa carrière de joueur.
Échangé neuf fois durant sa carrière, il devient le joueur le plus échangé de l'histoire de la LNH, record qui sera égalé par Mike Sillinger.

## Statistiques

### En club
| Saison     | Équipe                   | Ligue      |     | Saison régulière | Saison régulière | Saison régulière | Saison régulière | Saison régulière |    | Séries éliminatoires | Séries éliminatoires | Séries éliminatoires | Séries éliminatoires | Séries éliminatoires |
| Saison     | Équipe                   | Ligue      | PJ  | B                | A                | Pts              | Pun              | PJ               | B  | A                    | Pts                  | Pun                  |                      |                      |
| 1975-1976  | Olympics de Saskatoon    | SJHL       | 47  | 40               | 50               | 90               | -                | -                | -  | -                    | -                    | -                    |                      |                      |
| 1975-1976  | Blades de Saskatoon      | LHOC       | 11  | 3                | 4                | 7                | 11               | 18               | 1  | 1                    | 2                    | 5                    |                      |                      |
| 1976-1977  | Blades de Saskatoon      | LHOC       | 54  | 26               | 25               | 51               | 84               | 6                | 1  | 2                    | 3                    | 15                   |                      |                      |
| 1977-1978  | Blades de Saskatoon      | LHOC       | 46  | 38               | 26               | 64               | 47               | -                | -  | -                    | -                    | -                    |                      |                      |
| 1978-1979  | Blades de Saskatoon      | LHOu       | 62  | 64               | 55               | 119              | 80               | 11               | 14 | 4                    | 18                   | 5                    |                      |                      |
| 1979-1980  | Canucks de Vancouver     | LNH        | 47  | 5                | 14               | 19               | 11               | 4                | 1  | 0                    | 1                    | 6                    |                      |                      |
| 1980-1981  | Canucks de Vancouver     | LNH        | 77  | 18               | 11               | 29               | 57               | 3                | 0  | 0                    | 0                    | 2                    |                      |                      |
| 1981-1982  | Rockies du Colorado      | LNH        | 80  | 24               | 36               | 60               | 26               | -                | -  | -                    | -                    | -                    |                      |                      |
| 1982-1983  | Devils du New Jersey     | LNH        | 76  | 14               | 19               | 33               | 47               | -                | -  | -                    | -                    | -                    |                      |                      |
| 1983-1984  | North Stars du Minnesota | LNH        | 68  | 7                | 10               | 17               | 54               | 12               | 1  | 2                    | 3                    | 22                   |                      |                      |
| 1984-1985  | North Stars du Minnesota | LNH        | 29  | 4                | 7                | 11               | 15               | -                | -  | -                    | -                    | -                    |                      |                      |
| 1984-1985  | Nordiques de Québec      | LNH        | 49  | 27               | 24               | 51               | 38               | 18               | 6  | 4                    | 10                   | 13                   |                      |                      |
| 1985-1986  | Nordiques de Québec      | LNH        | 77  | 26               | 32               | 58               | 64               | 3                | 2  | 1                    | 3                    | 9                    |                      |                      |
| 1986-1987  | Nordiques de Québec      | LNH        | 46  | 25               | 19               | 44               | 17               | -                | -  | -                    | -                    | -                    |                      |                      |
| 1986-1987  | Red Wings de Détroit     | LNH        | 35  | 15               | 16               | 31               | 22               | 16               | 4  | 9                    | 13                   | 6                    |                      |                      |
| 1987-1988  | Red Wings de Détroit     | LNH        | 73  | 26               | 27               | 53               | 50               | 16               | 7  | 5                    | 12                   | 10                   |                      |                      |
| 1988-1989  | Jets de Winnipeg         | LNH        | 75  | 31               | 37               | 68               | 36               | -                | -  | -                    | -                    | -                    |                      |                      |
| 1989-1990  | Jets de Winnipeg         | LNH        | 79  | 22               | 34               | 56               | 37               | 7                | 3  | 1                    | 4                    | 2                    |                      |                      |
| 1990-1991  | Jets de Winnipeg         | LNH        | 61  | 12               | 24               | 36               | 58               | -                | -  | -                    | -                    | -                    |                      |                      |
| 1991-1992  | Jets de Winnipeg         | LNH        | 7   | 1                | 0                | 1                | 4                | -                | -  | -                    | -                    | -                    |                      |                      |
| 1991-1992  | Bruins de Boston         | LNH        | 61  | 17               | 22               | 39               | 47               | -                | -  | -                    | -                    | -                    |                      |                      |
| 1992-1993  | Bruins de Providence     | LAH        | 11  | 4                | 8                | 12               | 10               | -                | -  | -                    | -                    | -                    |                      |                      |
| 1992-1993  | Bruins de Boston         | LNH        | 26  | 2                | 2                | 4                | 11               | -                | -  | -                    | -                    | -                    |                      |                      |
| 1992-1993  | Flames de Calgary        | LNH        | 32  | 8                | 11               | 19               | 41               | 6                | 0  | 3                    | 3                    | 2                    |                      |                      |
| 1993-1994  | Thunder de Las Vegas     | LIH        | 16  | 4                | 10               | 14               | 29               | -                | -  | -                    | -                    | -                    |                      |                      |
| Totaux LNH | Totaux LNH               | Totaux LNH | 998 | 284              | 345              | 629              | 635              | 85               | 24 | 25                   | 49                   | 72                   |                      |                      |

### En équipe nationale
Il représente le Canada au niveau international.
| Année | Compétition          |    | PJ | B | A | Pts | Pun               |  | Résultat |
| 1989  | Championnat du monde | 10 | 3  | 3 | 6 | 2   | Médaille d'argent |  |          |

## Transactions en carrière
- 1979 : repêché par les Canucks de Vancouver au 2e tour, 26e rang au total.
- 15 juillet 1981 : échangé par les Canucks aux Jets de Winnipeg avec un choix de quatrième tour au repêchage de 1982 (Tom Martin) en tant que compensation pour la signature de Ivan Hlinka, dans lequel les Jets détenaient les droits.
- 15 juillet 1981 : échangé par les Jets aux Rockies du Colorado avec un choix de troisième tour au repêchage de 1982 (Dave Kasper) contre Lucien DeBlois.
- 30 juin 1982 : droits transférés du Colorado au New Jersey, en même temps que la franchise.
- 3 octobre 1983 : échangé par les Devils aux North Stars du Minnesota contre Dave Lewis.
- 14 décembre 1983 : échangé par les North Stars aux Nordiques de Québec avec Brad Maxwell contre Tony McKegney et Bo Berglund.
- 17 janvier 1987 : échangé par les Nordiques aux Red Wings de Détroit avec Gilbert Delorme et Mark Kumpel contre Basil McRae, John Ogrodnick et Doug Shedden.
- 13 juin 1988 : échangé par les Red Wings aux Jets de Winnipeg contre Paul MacLean.
- 29 octobre 1991 : échangé par les Jets aux Bruins de Boston contre Petri Skriko.
- 1er février 1993 : échangé par les Bruins aux Flames de Calgary contre C.J. Young.